# Zoltán Szentmiklósi
Zoltán-Lajos Szentmiklósi este un politician român, membru al Parlamentului României.